# Acueducto de Fernando VII
El Acueducto de Fernando VII se construyó para sustituir a la Zanja Real por la mala calidad de agua de esta. Se comenzó a construir en 1831 y se terminó en 1835. Se encuentra en La Habana, Cuba.

## Objetivos
Los cambios hechos al proyecto original por Nicolás Campos sobre la base de la experiencia de la ciudad de Filadelfia introdujeron el acueducto cerrado con su amplia red de distribución a los edificios y significaron una mejora sustancial de las condiciones higiénicas al permitir el uso de nuevos servicios sanitarios y mejorar las condiciones del baño y el aseo individual. Desde el punto de vista económico hay que resaltar que, por primera vez en la historia habanera, el manejo del agua produjo ganancias y permitió la ejecución del mantenimiento necesario y de nuevas obras.

## Historia
La calidad del agua de la Zanja Real no era la mejor por ser una conducción a cielo abierto y al largo periplo que recorría para abastecer a la ciudad, además que se veía afectada por las crecidas del río Almendares. Esto conllevó a que en 1827 el Capitán General Don Dionisio Vives y el Superintendente de Hacienda Conde de Villanueva le propusieran al Gobierno de la Metrópoli la construcción de un nuevo acueducto. Zanja Real estuvo operativo hasta que se construyó el Acueducto Fernando VII.
En el año 1828 designan al ingeniero Antonio Lacarriere y Latour para hacer los estudios preliminares y confeccionar los planos correspondientes.
Las obras comenzaron el 18 de junio de 1831. El nuevo acueducto se inauguró el 10 de mayo de 1835 y tomó el nombre de Fernando VII en homenaje al rey español fallecido en 1833.
Este acueducto tomaba el agua cerca del río Almendares aprovechando la altura del río represado , luego por medio de un canal descubierto de sillería, provisto de una compuerta en su intermedio era llevada el agua a la casa de filtros, donde una vez filtrada era conducida mediante una tubería de 420 mm de diámetro que pasaba por Ciénaga , el Cerro hasta la Calzada del Monte , reduciéndose a 320 mm de diámetro con el que continuaba hasta la Puerta de Tierra (Monserrate), donde se ramificaba para surtir a la ciudad de intramuros. Su extensión era de 7,5 km. 
El acueducto de Fernando VII (también conocido jocosamente como Fernando Vil por su desfachatez y total falta de principios y moral) resultó obsoleto apenas 20 años después cuando el habanero Francisco de Albear realizó su proyecto de 1856, aprobado como acueducto por Real Orden de 5 de octubre de 1858, que tomaba como fuente principal las aguas de los manantiales de Vento, en la margen izquierda del río Almendares.
El Ministerio de Defensa Nacional pidió que se reconociese su valor histórico y se conserve como monumento nacional.